# スーパーボンバーマン R オンライン
『スーパーボンバーマン R オンライン』（スーパーボンバーマン アール オンライン）はコナミデジタルエンタテインメントより配信されていたオンラインゲーム。
2020年9月1日にGoogle Stadia向けにサービスを開始、2021年5月27日にはNintendo Switch・PlayStation 4・Xbox One・Steamなどの各種プラットホーム向けにサービスを開始された。開発は『スーパーボンバーマン R』と同様ヘキサドライブが手掛けている。
2022年12月1日をもってサービス終了した。

## 概要
『スーパーボンバーマン R』の世界観をベースに開発されたゲームソフト。基本プレイ無料で、追加コンテンツを購入するとキャラクターなどが追加される。他に、「着せ替え」機能でキャラクターのコスチュームを自分好みにさまざまなスタイルに着せ替えられる。また、ボムのカスタマイズもできる。

## ゲームモード

### バトル64
最大64人で競い合う「バトル64」モード。プレイヤーは複数あるエリアに配置され、それぞれのエリアにて一斉にバトルが開始される。時間経過でエリアが消滅するため、プレイヤーは制限時間内にゲートを通過して隣接するエリアに移動しなければならない。
最終的に残った1つのエリアにプレイヤーたちが集結し、最後の生き残りをかけてバトルを行なう。

### スタンダード
シンプルな対戦が楽しめるモード。最大16人までの同時対戦ができる。

### グランプリ
1vs1、2vs2、3vs3のチームで対戦するモード。バトルのルールは「クリスタル」と「ベーシックボンバー」の2種類あり、「クリスタル」はステージ内に落ちているクリスタルを奪い合い、合計得点を競う。「ベーシックボンバー」は通常のバトルを行ない、相手のチームを倒した回数を競う。

## プレミアムパック
『プレミアムパック』を購入すれば、プライベート対戦ルームを開設できるようになる。『プレミアムパック』をお持っていなくても、ホストが作成したルームに入ることで以下のモードをプレイできる。
※2022年6月1日販売終了。

### 追加キャラクター
アタックタイプ
- シモンボンバー（「悪魔城ドラキュラ」シリーズ）　　声 - 不明

　　ドラキュラ星出身のヴァンパイアハンター。
　　聖なるムチ・ヴァンパイアキラーを受け継ぐベルモンド一族のひとりである。ムチ以外にも様々な武器を操り、むろん爆弾の扱いもお手の物。
　　一族の宿敵・ドラキュラボンバーを滅ぼすため、悪魔城の怪物と戦い続けている。
- ピラミッドヘッドボンバー　　声 - 不明

　　霧の星・サイレントヒル星の廃墟を徘徊する謎のボンバーマン。通称・三角頭。
　　不死身の肉体とすさまじい怪力を持ち、身の丈ほどもある大ナタをひきずりながら現れる。サイレントヒル星に巣食う他の怪物ですら、この恐るべき処刑人の前では獲物にすぎない。
- 雷電ボンバー
- 来須蒼真ボンバー（「悪魔城ドラキュラ」シリーズ） - ドラキュラ星出身のボンバーマン。
- 輝く盾の紋章の英雄ボンバー（「幻想水滸伝II」）

スピードタイプ
- アルカードボンバー
- ビックバイパーボンバー
- ビルボンバー
- ランスボンバー
- ネイキッド・スネークボンバー（メタルギアソリッドシリーズ）
- オールドスネークボンバー（メタルギアソリッドシリーズ）
- リヒターボンバー（「悪魔城ドラキュラ」シリーズ） - ドラキュラ星出身のヴァンパイアハンターボンバーマン。
- ビックバイパー零ボンバー（「ZONE OF THE ENDERS」シリーズ） - アヌビス星出身の新型LEVボンバーマン。

ユニークタイプ
- バブルヘッドナースボンバー
- トマト姫ボンバー
- ミミボンバー
- ニャミボンバー
- ロビー君ボンバー（「サイレントヒル」シリーズ） - サイレントヒル星出身のマスコットボンバーマン。
- ビーンボンバー（「フォールガイズ」） - Blunderdome星出身のボンバーマン。